# Paratoxodera polyacantha
Paratoxodera polyacantha är en bönsyrseart som beskrevs av Roger Roy 2009. Paratoxodera polyacantha ingår i släktet Paratoxodera och familjen Toxoderidae. Inga underarter finns listade i Catalogue of Life.